# ماكسيميليانو مونتيرو
ماكسيميليانو مونتيرو (بالإسبانية: Maximiliano Montero)‏ هو لاعب كرة قدم أوروغواياني في مركز الدفاع، ولد في 27 أغسطس 1988 في مونتفيدو في الأوروغواي. لعب مع التانك سيلي وتيغري ورامبلا جونيورز ونادي ليفربول.

## وصلات خارجية
- ماكسيميليانو مونتيرو على موقع قاعدة بيانات كرة القدم.إي يو (الإنجليزية)
- ماكسيميليانو مونتيرو على موقع Soccerway.com (الإنجليزية)